# ロズウェル事件
ロズウェル事件（ロズウェルじけん、英: Roswell incident）とは、1947年にニューメキシコ州ロズウェル近郊でアメリカ陸軍航空軍の気球が墜落した事件である。墜落した宇宙人の乗り物（UFO）が回収されたとする陰謀論の対象になったことにより、大きな注目を集めた。この事件で墜落した気球は、当時極秘であったモーグル計画の一環として、ロズウェル近郊のアラモゴード陸軍飛行場から放球されたものであり、ソビエト連邦による核実験や弾道ミサイルの発射などを探知するために作られたものであった。ロズウェル陸軍飛行場の職員が墜落現場から金属片やゴム片などの残骸を回収した後、同基地は「空飛ぶ円盤」を回収したと発表した。この発表は世界的に大きく報じられたが、1日もたたないうちに撤回された。その後、残骸の出所と目的を隠蔽するため、陸軍は通常の気象観測気球であったと説明した。
事件後の約30年間、この騒動は忘れられていたが、1978年に元アメリカ空軍中佐のジェシー・マーセルが、気象観測気球とする陸軍の発表が隠蔽工作であったことを暴露し、残骸を宇宙から飛来したものとする憶測を公表したことにより、事件は再び脚光を浴びた。この憶測は、1980年に出版された本『The Roswell Incident』によって広められ、UFO陰謀論の土台となった。UFOに関する陰謀論や都市伝説の流行は長期にわたって続き、次第に複雑化し、たがいに矛盾する多数の説が唱えられた。時が経つにつれて、この事件にはさまざまな尾ひれが付け加えられていき、グレイと呼ばれる宇宙人の証拠を政府が隠蔽しているとする説、墜落した空飛ぶ円盤が他にも複数あったとする説、宇宙人の死体収容と解剖実験が行われたとする説、および宇宙人の技術のリバースエンジニアリングが行われたとする説など、荒唐無稽な要素が含まれるようになっていった。
1990年代には、アメリカ空軍は複数の報告書を発表し、この事件はモーグル計画に起因するものであり、UFOとは無関係であることを明らかにした（→#アメリカ空軍の見解）。この公式発表とUFO説の全面的な証拠不足にもかかわらず、UFO説の支持者たちは、ロズウェル事件で回収された残骸を宇宙人の乗り物とする主張を続けており、隠蔽工作を行っているとして米国政府を非難している。この陰謀論で展開された物語は、SF文学・映画・テレビ番組などの「お約束」として用いられるようになった（→#大衆娯楽作品）。ロズウェルの自治体は、UFO関連の観光地として街を宣伝している（→#観光と商業化）。

## 1947年の気球墜落事件
1947年までに、米国はソ連の核実験を探知する装置を搭載した極秘のモーグル計画の気球を何千機も運用していた。同年6月4日、ニューメキシコ州にあるアラモゴード陸軍飛行場の研究者たちは、この計画の一環として、長く連ねた気球（NYU Flight 4）を上空に放球した。しかし、ニューメキシコ州コロナ近郊にあるウィリアム・"マック"・ブレイゼルの牧場から17マイル（約27キロメートル）以内の地点で気球との通信が途絶し、その後、気球は墜落した。同月下旬、ブレイゼルは、牧場内の数エーカーの範囲にわたって、アルミ箔、ゴム、テープ、薄い木製の梁などの残骸が散乱しているのを発見した。
ブレイゼルは当初、電話もラジオも持っていなかったため、全米で巻き起こっていた空飛ぶ円盤騒動を知らなかった。冷戦の最初の夏であったこのとき、全米の報道機関がケネス・アーノルドによる「空飛ぶ円盤」（既知の航空機の能力を超える動きをしたとされる物体）の目撃証言を取り上げていた。アーノルドの証言が報道されたことを皮切りに、800件以上の同様の目撃情報が相次いだ。ブレイゼルが同年7月5日にコロナを訪れた際、叔父のホリス・ウィルソンは、ブレイゼルが牧場で発見した残骸について「空飛ぶ円盤」のものではないかと指摘した。週末の独立記念日には何百件もの報告が上がり、新聞各紙はソ連に由来する可能性について推測し、物的証拠に約3,000ドル（2023年時点の$41,000と同等）の懸賞金がかけられた。
翌日、ブレイゼルはニューメキシコ州ロズウェルへ車で向かい、発見した残骸について保安官のジョージ・ウィルコックスに報告した。ウィルコックスは、この件をロズウェル陸軍飛行場に電話で伝えた。この基地は、核兵器を運搬できる当時唯一の部隊であった第8空軍第509爆撃航空群の拠点であった。同基地は、ジェシー・マーセル少佐とシェリダン・キャヴィット大尉に、ブレイゼルとともに現場へ赴き、残骸を回収するよう命じた。基地司令官のウィリアム・ブランチャード大佐は、この発見を第8空軍司令官のロジャー・M・レイミーに報告した。
7月8日、ロズウェル陸軍飛行場で広報官を務めていたウォルター・ハウトは、ロズウェル近郊で軍が「空飛ぶ円盤」を回収したとするプレスリリースを発表した。同基地の航空機関士であったロバート・ポーターは、「空飛ぶ円盤だと聞かされたもの」をテキサス州のフォートワース陸軍飛行場行きの便に積み込んだ乗組員の一人であった。ポーターは、受け取ったとき包装紙に包まれていたその物体について、軽量で車のトランクに収まるほどの大きさであると説明した。ロズウェルのラジオ局・KSWSのジョージ・ウォルシュ局長がニュース速報を流し、AP通信に中継すると、彼の電話には問い合わせが殺到した。ウォルシュは後日、「午後いっぱい、詳細を得るためにウィルコックス保安官に電話をかけようとしていたが、どうしてもつながらなかった。（中略）世界中からメディア関係者が私に電話をかけてきた」と振り返った。

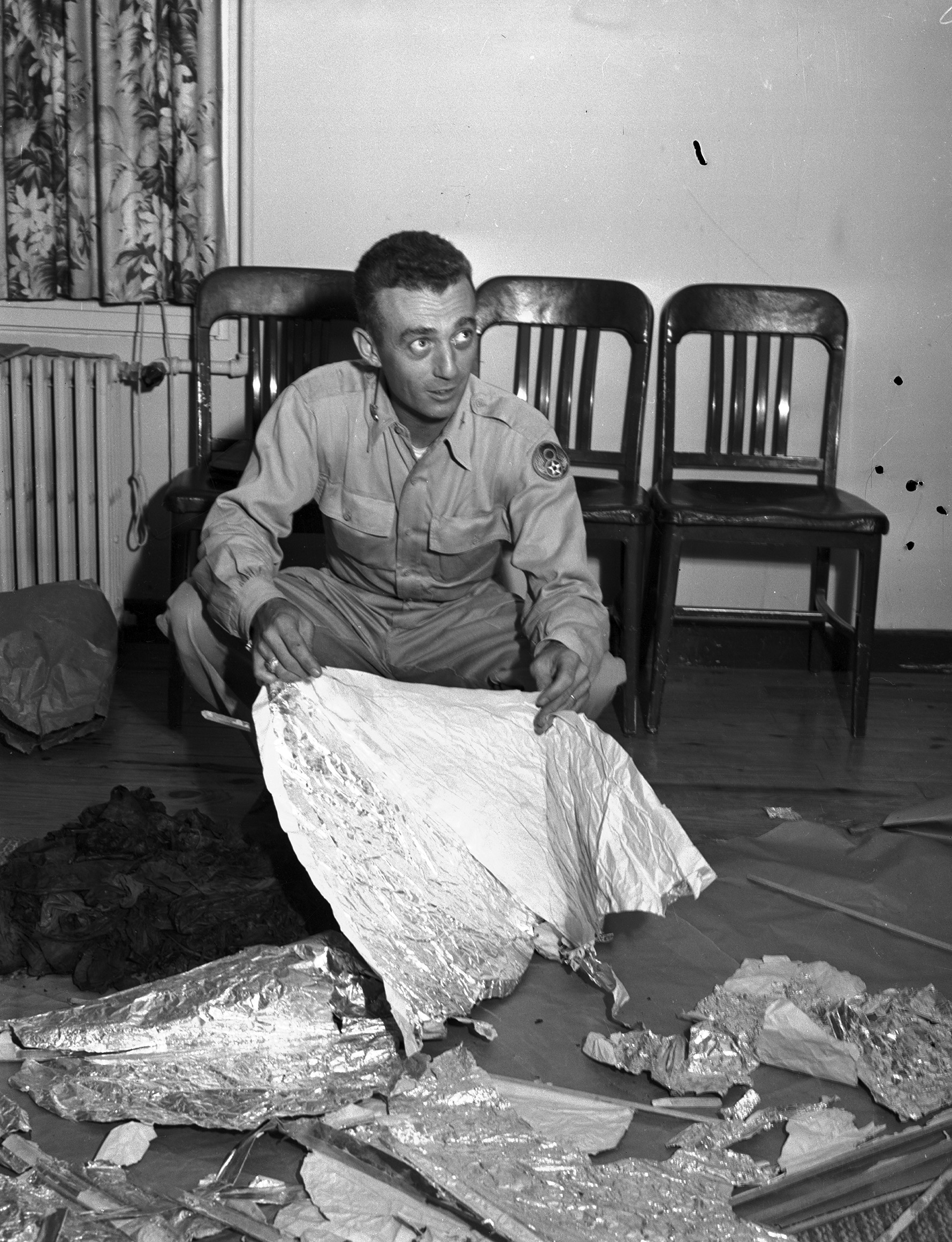
回収された残骸のアルミ箔を持ち上げるジェシー・A・マーセル少佐（1947年7月8日）

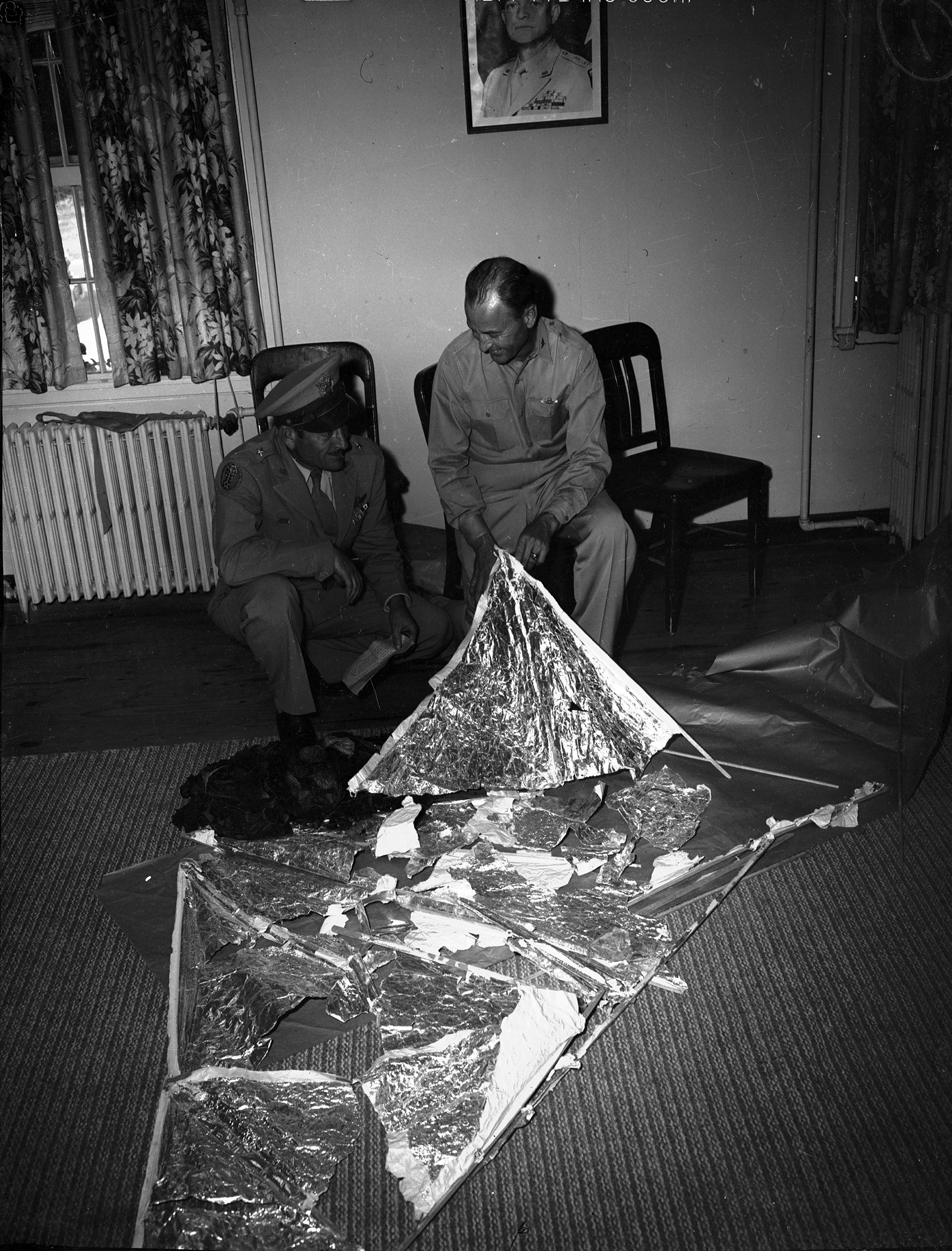
回収された残骸を調べるロジャー・M・レイミー准将（左）とトーマス・J・デュボーズ大佐（右）

ハウトが発表したプレスリリースの内容は、以下の通りである。
空飛ぶ円盤に関する多くのうわさは、昨日、ロズウェル陸軍飛行場の第8空軍第509爆撃航空群の諜報部が、地元の牧場主とチャベス郡の保安官事務所の協力により、幸運にも円盤を入手したことで現実のものとなった。この飛行物体は先週、ロズウェル近郊の牧場に着陸した。電話設備がなかったため、牧場主は保安官事務所に連絡できるまで円盤を保管していた。のちに連絡を受けた保安官事務所は、第509爆撃航空群諜報部のジェシー・A・マーセル少佐に報告した。—AP通信（1947年7月8日）
ロジャー・M・レイミー准将、その補佐官のトーマス・デュボーズ大佐、および気象担当官のアーヴィング・ニュートンが、記者会見で「（回収された物体は）気象観測気球の破片である」と説明した後、この事件に対するメディアの関心は急速に薄れた。ニュートンは記者団に対し、同様のレーダー目標が国内の約80か所の気象観測所で使われていると述べた。その後の報道は少数にとどまり、事件は平凡なものとして扱われた。7月9日付の地元紙『ロズウェル・デイリー・レコード』は、残骸からエンジンや金属部品が見つからなかったことを強調して報じた。ブレイゼルは同紙に対し、残骸はゴム製の帯、アルミ箔、紙、テープ、棒で構成されていたと語った。ブレイゼルは当初、それほど興味を示さなかったが、のちに妻と娘とともに残骸の一部を回収しに戻ったと述べた。また、隠蔽工作に協力するよう強要されたとする説があるが、ブレイゼルは「私が見つけたものが気象観測気球でないことは確かだ」と新聞記者に語っている。ジェシー・マーセルは、テキサス州フォートワースで行われた取材に対し、回収された残骸は「アルミ箔と折れた木製の梁」からなる「気象観測装置の一部」であると説明した。
残骸の一部は、テキサス州からオハイオ州のライト・パターソン空軍基地に空輸され、そこでマーセラス・ダフィー大佐によって気球の装置であることが確認された。ダフィーは以前、モーグル計画に携わった経験があり、計画責任者のアルバート・トラカウスキーに連絡を取って残骸について話し合った。この計画は当時極秘であったため、詳細を明かせなかったダフィーは、この残骸を「気象観測機器」とした。
1947年の公式発表では、冷戦下の軍事計画との関連は一切触れられなかった。7月10日には、アラモゴードの軍関係者が報道陣に対してデモンストレーションを行った。4人の将校が、前年を通じて実施されていたものと同様の一般的な気象観測活動の気球であったとする虚偽の説明を行った。また、モーグル計画で用いられた気球の特殊な機材構成については、通常の気象観測のためのものとし、残骸にみられた異常な点に対するもっともらしい説明を提示した。空軍はのちに、気象観測気球とした当時の説明を「極秘のモーグル計画から注意をそらすための試みであった」と説明している。

## UFO説の流行 (1947年–1978年)
1947年の気球墜落事件は、その後の約30年間、あまり注目されなかった。政府が平凡な説明を行った後、すぐに報道は途絶え、空飛ぶ円盤に関する広範な報道も、ツインフォールズ円盤捏造事件以降、急速に減少した。ロズウェルで「空飛ぶ円盤」騒動があったわずか数日後にアイダホ州ツインフォールズに墜落したとされるこの円盤は、4人の若者がジュークボックスの部品を使って捏造したものであった。
それにもかかわらず、政府がUFOの隠蔽工作を行っているといううわさは広がり続けた。ニューメキシコ州における墜落した宇宙人の死体や宇宙船に関するデマや伝説、うわさ話が現れ、ロズウェル神話の要素が形成された。1947年当時、多くのアメリカ人は空飛ぶ円盤を未知の軍用機によるものと考えていたが、最初の残骸回収から事件に関するさまざまな説が登場するまでの数十年間、次第に「空飛ぶ円盤」は「宇宙人の乗り物」を意味するようになっていった。ケネディ大統領暗殺事件とウォーターゲート事件以降、政府への信頼は低下し、陰謀論が広く受け入れられるようになった。政府は、UFO説の信奉者たちから「宇宙版ウォーターゲート事件」のそしりを受けた。さらに、1947年の気球墜落事件は、陰謀論的な見方を強める大衆の考えに合うように再解釈された。

### アズテック事件
アズテック事件は、1948年にニューメキシコ州アズテックで捏造されたUFO墜落事件である。宇宙人の死体が回収されたとする話が初めて登場し、のちにロズウェル事件と関連づけられることになった。この捏造劇を仕掛けた詐欺師たちは、『バラエティ』誌のコラムニストであったフランク・スカリーを説得し、この架空の事件を報道させ、世間からの広い注目を集めることに成功した。この事件には、グレイと呼ばれる灰色の小さな宇宙人の死体、地球上のいかなる物質よりも強固な金属素材、解読不能な宇宙人の文字、および政府による大衆の混乱を防ぐための隠蔽工作といった要素が含まれている。これらの要素は、のちに作られた数々のロズウェル事件関連の都市伝説や陰謀論などにも登場する。語り継がれるうちに、実際の墜落現場で発見された平凡な残骸は、アズテック事件に登場する架空の超合金に置き換えられていった。ロズウェル事件が再びメディアの注目を集めるようになったころには、ヒル夫妻誘拐事件を通じて、グレイ型宇宙人はアメリカ文化の一部として定着した。

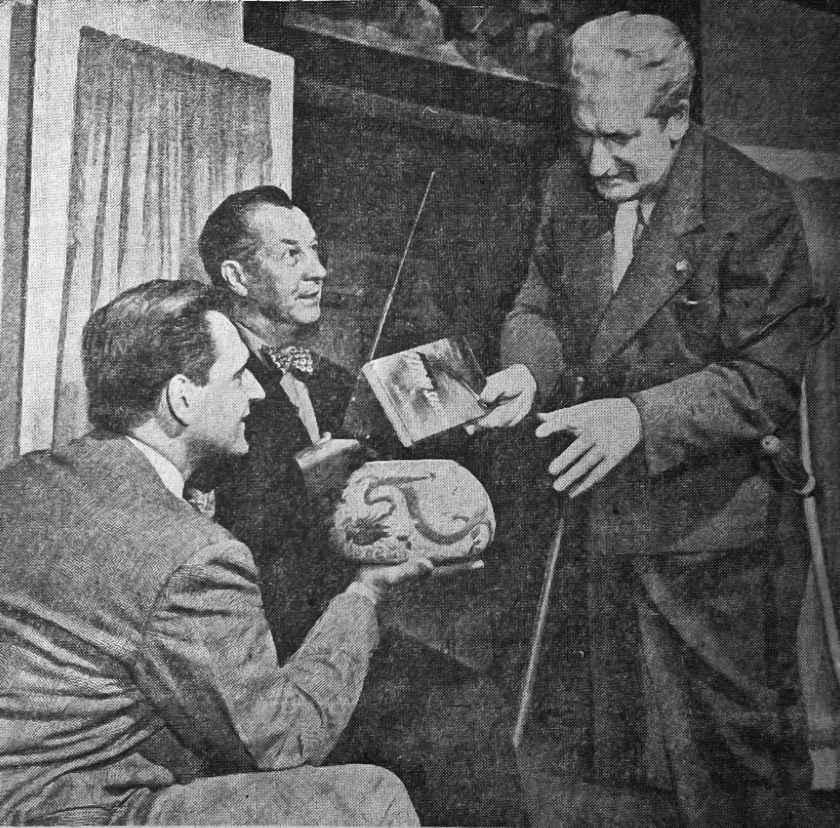
作家のフランク・スカリー（右）と詐欺師のサイラス・ニュートン（中央）

アメリカ空軍で捜査官を務めたジェームズ・マカンドリューは、1997年に公表されたロズウェル事件に関する報告書において、「明白な詐欺事件であったことが判明しているにもかかわらず、アズテックの作り話は現在でもUFO研究家たちに崇拝されている。この物語の要素はときおり再浮上し、ロズウェル事件陰謀論を含む、他のUFO墜落事件の話が生まれる要因になったと考えられている」と述べている。

### ハンガー18
ハンガー18（英: Hangar 18、第18番格納庫）は、さまざまな陰謀論に登場する架空の場所であり、ロズウェル事件で回収された宇宙人の死体や宇宙船が保管されていたとされる格納庫である。墜落した宇宙船から回収された宇宙人の死体が、ライト・パターソン空軍基地の死体安置所に保管されているという説は、フランク・スカリーの著書『Behind the Flying Saucers』において取り上げられ、1966年の書籍『Incident at Exeter』（未邦訳）において詳細が述べられた。また、1968年のSF小説『The Fortec Conspiracy』（未邦訳）のストーリーの土台となった。この小説では、他国の先進技術をリバースエンジニアリングする任務を負った空軍部隊による架空の隠蔽工作劇が描かれた。
1974年、SF作家の陰謀論者であるロバート・スペンサー・カーは、アズテックの墜落現場から回収された宇宙人の死体がライト・パターソン空軍基地の「ハンガー18」に保管されていると主張した。カーは、とある情報筋から宇宙人の検視を目撃したという話を聞いたと主張した。これもまた、のちにロズウェル事件の物語に取り入れられた。空軍は、同基地に「ハンガー18」は存在しないと説明し、カーの話とSF小説『The Fortec Conspiracy』の類似性を指摘した。カーの主張を脚色して作られた1980年の映画『HANGER 18/ハンガー18』は、監督のジェームズ・L・コンウェイによってロズウェルの「現代劇」と評され、民俗学者のトーマス・ブラードによって「ロズウェル神話の萌芽」と評された。数十年後、カーの息子は、父親がよく「見知らぬ人の前で突拍子もない話を繰り広げて、母と私を困らせたものだった。（中略）フロリダの沼地で巨大なワニと親しくなったり、メキシコ湾でイルカと複雑な哲学的談義を繰り広げる話などを語っていた」と回想している。

## 陰謀論の流行 (1978年–1994年)
1978年にUFO研究家のスタントン・フリードマンがジェシー・マーセルに取材を行った後、ロズウェル事件への関心は再燃した。マーセルは、牧場からフォートワースでの記者会見まで、ロズウェルの残骸に同行した人物である。1978年のインタビューで、マーセルは当時の記者会見における「気象観測気球」という説明は隠蔽工作であったと述べ、残骸は宇宙からやってきたものだと今は信じていると語った。1979年12月19日、マーセルはナショナル・エンクワイヤラー紙のボブ・プラットから取材を受け、翌年2月にマーセルの証言を報じたことで同紙は世間からの広い注目を集めた。マーセルは「しわくちゃにできるが、手放すと元に戻る金属箔」があったと説明した。1980年9月20日、スタートレックの俳優であるレナード・ニモイが司会を務めるテレビシリーズ『In Search of...』で、マーセルは1947年の記者会見に参加した当時の様子を語った。
報道陣からコメントを求められたのですが、答える権限がありませんでした。なので、口を閉ざすしかありませんでした。そしてレイミー少将が、それが何なのかを新聞に、つまり報道記者に説明し、この件については忘れろと言いました。それは気象観測気球にすぎない、と。もちろん、私たちは2人とも本当は違うということを知っていました。
UFO研究家たちは、マーセルの息子であるジェシー・A・マーセル・ジュニア医学博士にもインタビューを行った。マーセル・ジュニアは、10歳のときに父親が現場から回収した空飛ぶ円盤の残骸を自分に見せてくれたと語り、その中には「紫色の象形文字が書かれた小さな梁状のもの」があったと述べた。しかし、宇宙人の象形文字とされたこの記号は、モーグル計画の気球の製造に利用されていた、ニューヨークの玩具メーカーが製造した粘着テープに書かれていた記号であったことがのちに判明した。
フリードマンは、自身の研究を発表するために、幼なじみの作家であるビル・ムーアと協力した。ムーアは、著名な超常現象研究家であったチャールズ・ベルリッツに連絡を取った。ベルリッツは、過去にバミューダ・トライアングルについて執筆したことがあり、ムーアと共同でフィラデルフィア計画について執筆したことがあった。フリードマンを調査員とし、ムーアとベルリッツは1980年に共著『The Roswell Incident』を著した。この本はマーセルの話を世間に広め、さらに、墜落現場から約240キロメートル西方にあるサン・アグスティン平原で宇宙人の死体が発見されたとするうわさを付け加えた。なお、マーセルが宇宙人の死体が存在したと述べたことは一度もない。
フリードマン、ベルリッツ、ムーアは、マーセルの証言を、アルバカーキのラジオ局・KOATでテレタイプのオペレーターを務めていたリディア・スレッピーの証言と結びつけた。スレッピーは、記者のジョニー・マクボイルの口述を聞き取りながら、墜落した空飛ぶ円盤とされる残骸に関する記事をタイプしていたところ、やり取りを終了するよう命じるメッセージが表示され、作業が中断されたと証言した。1978年から1990年代初頭にかけて、フリードマン、ムーア、およびケビン・D・ランドルとドナルド・R・シュミットの二人組などのUFO研究家たちは、1947年のロズウェル事件に関係があったと主張する多数の人々にインタビューを行い、たがいに矛盾する証言を次々と生み出していった。

### 『The Roswell Incident』（1980年）
ロズウェル事件陰謀論を唱えた最初の書籍は、1980年10月にチャールズ・ベルリッツとビル・ムーアが出版した『The Roswell Incident』である。人類学者のチャールズ・ジーグラーは、同書を「ロズウェル神話」の「バージョン1」であると表現している。ベルリッツとムーアが同書で提唱した物語は、1980年代におけるロズウェル事件陰謀論の主流形態となった。
同書では、宇宙人の乗り物が核兵器の動向を監視するためにニューメキシコ州の砂漠上空を飛行していたところ、落雷によって乗組員の宇宙人が死亡・墜落したという説が提唱されている。また、墜落した宇宙人の乗り物とその高度な科学技術を回収した後、米国政府は大衆の混乱を防ぐために隠蔽工作を行ったという主張も展開している。さらに、「（例の残骸は）この地球上で作られたものではない」というマーセルの発言も引用している。ならびに、一部の写真は捏造されたものであり、マーセルによって回収されたUFOの残骸が気象観測装置の残骸とすり替えられているとも主張している。なお、同書が主張している「残骸の異常な点」は、マーセルとともに残骸を回収したシェリダン・キャヴィット大尉が述べた詳細とは矛盾する内容となっている。これらに加えて、土木技師のグレイディ・"バーニー"・バーネットからの伝聞をもとに、サン・アグスティン平原で考古学者が宇宙人の死体を発見したという説も紹介している。
著者らは、90人以上の証人に取材を行ったと主張しているが、同書に掲載されているのはわずか25人の証言のみである。そのうち、残骸を見たことがあると主張しているのは7人のみであり、5人が残骸を直接取り扱ったことがあると主張している。小型の宇宙人の死体、破壊不可能な金属、および象形文字など、目撃者の証言の一部は、1947年に発生した実際のロズウェル事件の報告よりも、他のUFO墜落事件の都市伝説とより合致するものである。また、ベルリッツとムーアは、フランク・スカリーが報じた長年にわたって否定されている作り話のアズテック事件は、「墜落現場をアズテック近郊と誤認している」だけで、ロズウェル事件の真相を説明しているとの主張も展開している。
ロズウェル事件に対する関心が再燃する前の1963年にマック・ブレイゼルは亡くなっていたため、ベルリッツとムーアは、彼の子供のウィリアム・ブレイゼル・ジュニアとベッシー・ブレイゼル・シュライバーにインタビューを行った。ブレイゼル・ジュニアは、軍が父親を逮捕し、「秘密を守るよう誓わせた」と説明した。しかし、マック・ブレイゼルが軍に拘束されていたとされる間、複数の人々がロズウェルで彼を目撃したと述べており、また、地元のラジオ局・KGFLによるインタビューも受けていた。14歳の時に父親と一緒に残骸を回収したシュライバーは、UFO研究家に対し次のように述べ、モーグル計画で使用されていた機材と合致する説明を行った。「強いワックスをかけた紙のようなものと、アルミのような箔があった。（中略）金属箔の一部にはテープのようなものが貼られており、光にかざすとパステルカラーの花のように見えた」。
同書によれば、「もっとも重要な証言の一部」は、1947年に残骸を回収し、隠蔽工作に関与したと主張する元情報部員のマーセルによって語られたという。また、さまざまなUFOメディアがマーセルを内部告発者として扱った。独立した研究家は、マーセルの軍歴や学歴に関する虚偽の記述など、ジェシー・マーセルの説明に誇張が含まれていることを明らかにした。

### MJ-12陰謀論
マジェスティック12（英: Majestic 12、略称: MJ-12）は、1980年代に複数のUFO研究家のもとへ匿名で届けられた偽の公文書の背後にいるとされた組織である。この偽造文書を受け取った人物は全員、ビル・ムーアとつながりがあった。『The Roswell Incident』の出版後、リチャード・C・ドティをはじめとする、空軍情報部の職員を名乗る複数の人物がムーアに接触した。彼らは、墜落したUFOや宇宙人の回収に関する確固たる証拠を提供するという空約束を餌にムーアを取り込み、他のUFO研究家の情報を収集させたり、UFOコミュニティ内に意図的に偽情報を広めさせたりした。「MJ Twelve」という言葉が初めて現れたのは、ポール・ベネウィッツを標的とした情報工作で用いられた1981年の文書である。1982年、ボブ・プラットは、ドティとムーアとともに、この組織に関する未発表のSF作品『The Aquarius Project』の制作に取り組んだ。ムーアは当初、これをノンフィクション作品として発表するつもりであったが、証拠が不足していた。この草稿に関する電話の中で、ムーアはプラットに対し、自身の目標は「フィクションをできるだけ減らし、可能な限り多くの情報を世に出すこと」であると説明した。同年、ムーア、フリードマン、ジェイミー・シャンデラの3人は、KPIX-TVのUFOドキュメンタリーの制作に着手し、ムーアはベネウィッツについて言及している「MJ Twelve」のメモを提供した。KPIX-TVが空軍に照会したところ、書式や体裁に多くの誤りが指摘された。ムーアは、自身がタイプ・押印した複製品であることを認めた。1984年12月11日、シャンデラは、ムーアからの電話を受けた直後、マジェスティック12の文書を収めた写真が入った最初の小包を受け取った。匿名で送られてきたこれらの文書には、ロズウェル事件の残骸を処理するために作られたとされる、架空のものである可能性が高い「マジェスティック12」という組織の創設に関する詳細が記されていた。
1989年の相互UFOネットワーク（MUFON）の会議において、ムーアは、ベネウィッツを含むUFO研究家たちに対し、意図的に宇宙人に関する偽の証拠を吹き込んでいたことを打ち明けた。ドティものちに、1980年代にカートランド空軍基地に勤務していた際、UFO研究家たちに作り話を提供していたと述べた。ロズウェル事件陰謀論の支持者たちはムーアを非難したが、より広範な陰謀論そのものへの信仰を手放すにはいたらなかった。
マジェスティック12に関連する資料は徹底的に調査され、その信憑性は否定されている。この陰謀論に登場するさまざまな文書は、文書を撮影した写真の複製という形でしか存在しない。カール・セーガンは、これらの文書の出所がまったく不明である点について、「小人の靴屋のようなおとぎ話みたいに、奇跡的に玄関先に置かれていたとでもいうのだろうか」と批判している。研究家たちは、文書に記されている日付の書式について、ムーアが自身の個人的なメモに用いている独特な形式であり、文書が作成されたとされる時代の実際の公文書には見られない形式である点を指摘している。また、いくつかの署名は、他の文書からコピーされたものであると見られている。たとえば、文書中に登場するハリー・S・トルーマン大統領の署名は、1947年10月1日付のヴァネヴァー・ブッシュ宛ての手紙の署名と完全に一致する。

### グレン・デニスの役割
宇宙人の死体が回収されたとする最初の主張は、"バーニー"・バーネットと"パピー"・ヘンダーソンの死後に広まった、彼らから伝え聞いたとされる話に端を発する。1989年8月5日、フリードマンは元葬儀業者のグレン・デニスにインタビューを行った。デニスは、宇宙人の死体に関する証言を提供した。この証言は、著名なUFO研究家であるドン・バーリナー、フリードマン、ランドル、シュミットらによって支持された。デニスは、死体の保存方法や、小型・密閉型の棺について尋ねる電話が空軍基地から「4、5回」あったと主張した。さらに、地元の看護師から「宇宙人の解剖」を目撃したと打ち明けられたとも主張した。グレン・デニスはロズウェル事件の「最重要証人」と呼ばれている。

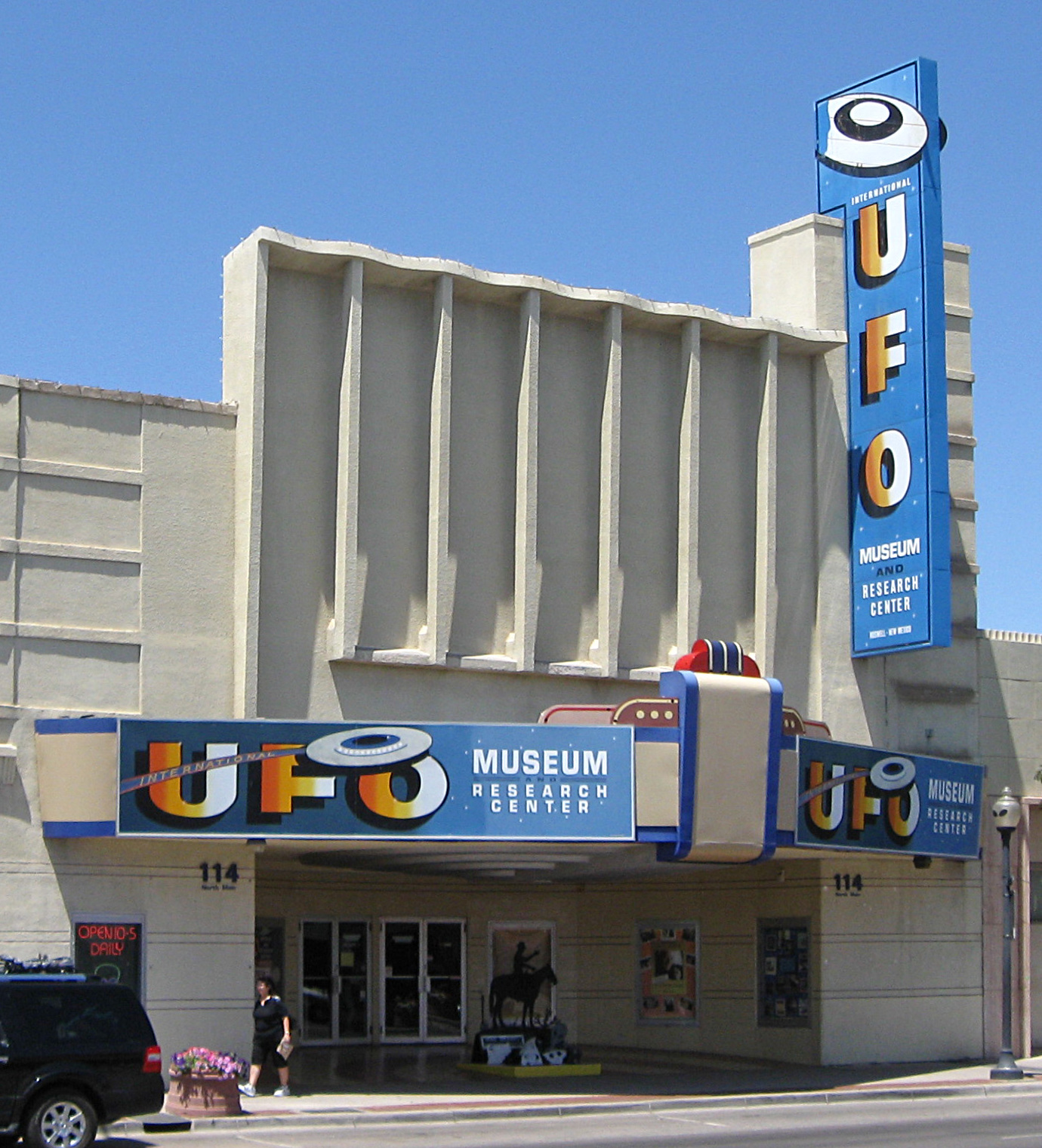
1991年にグレン・デニスとウォルター・ハウトがロズウェルに設立したUFO博物館

1989年9月20日、テレビ番組『未解決ミステリー』のエピソードで、陸軍によって捕獲され、テキサス州へ移送された宇宙人の死体があるといううわさ話が紹介された。この回は2,800万人が視聴した。1994年には、デニスの証言が再び『未解決ミステリー』で取り上げられ、テレビ映画『ロズウェル』でドラマ化された。デニスは多くの書籍やドキュメンタリーにも登場した。1991年、デニスは、元ロズウェル陸軍飛行場広報官のウォルター・ハウト、およびマックス・リテルとともに、ロズウェルにUFO博物館を共同で設立した。
デニスは、解剖を目撃したとされる看護師の実名を偽って伝えた。当初はナオミ・セルフ、あるいはナオミ・マリア・セルフという名前の人物とされたが、そのような人物が1947年に軍の看護師として勤務した記録はないという証拠を突きつけられると、デニスは捏造した名前であることを認めた。その後、看護師の実名はナオミ・サイプスだと彼は主張したが、これも記録もないことが判明すると、以前と同様に捏造したものであることを認めた。UFO研究家のカール・T・プフロックは、このデニスの話について「オリバー・ストーンあたりが考えそうなB級スリラーみたいだ」と述べている。科学的懐疑主義者の作家であるブライアン・ダニングは、デニスが一連のたがいに関連のない出来事を語り出すまでに40年以上も待っていたように見える点を踏まえれば、信用できる証人とはみなせないと述べている。ダニングによれば、そうした個々の出来事が、のちに恣意的につなぎ合わされ、宇宙人の乗り物（UFO）が墜落したとする有名なストーリーが形作られたのだという。プフロックやランドルをはじめとする著名なUFO研究家たちも、ロズウェル事件で宇宙人の死体は回収されなかったと確信するにいたっている。

### 食い違う証言と分裂
たがいに矛盾する証言が乱立した結果、1990年代初頭にはUFO研究家の間で分裂が生じた。2つの主要なUFO研究家グループは、ランドルとシュミット、およびフリードマンとバーリナーがそれぞれ提示した事件の筋書きについて見解が対立した。論点のひとつは、バーネットが目撃したとされる場所であった。1992年に開かれたUFO会議では、『Crash at Corona』と『UFO Crash at Roswell』で描かれた異なるシナリオ間の見解を統一しようとする試みがなされた。1994年に出版された本『The Truth About the UFO Crash at Roswell』では、バーネットの証言を完全に無視することで問題の対処が試みられた。同書では、宇宙人の乗り物が回収された新たな場所と、異なる考古学者グループの存在が提唱された。

#### 『UFO Crash at Roswell』（1991年）
1991年、ケビン・ランドルとドナルド・シュミットは、著書『UFO Crash at Roswell』（未邦訳）を出版した。同書は16万部以上を売り上げ、1994年のテレビ映画『ロズウェル』の原作となった。ランドルとシュミットは、新たに100人の証言を盛り込んだ。さまざまな研究家が数百人にインタビューを行ったが、残骸や宇宙人を実際に見たと主張したのはごく少数であった。プフロックによれば、同書の執筆に際してインタビューを受けたとされる300人以上のうち、「物的証拠、すなわち残骸を目撃したと合理的に考えられる」のはわずか23人であった。さらに、その中で残骸が地球外に由来するものであることを示唆する証言を行ったのは7人に過ぎなかった。
同書は、アーサー・エクソン准将が残骸と死体の存在を認識していたと主張したが、エクソン自身はこれを否定した。グレン・デニスによる宇宙人解剖説や、グレイディ・バーネットによる「宇宙人の死体」に関する証言も同書には含まれていた。しかし、先行する書籍『The Roswell Incident』で示されていたバーネットの証言の日付と場所が、何の説明もなく変更されていた。ブレイゼルが軍を牧場内の第二墜落現場とされる場所に案内すると、そこには「すでに（バーネットを含む）民間人がいており、愕然とした」という。また、1991年には、1947年に残骸とともに報道写真に写った元空軍准将のトーマス・デュボーズが、「例の物体を気象観測気球とした説明は、報道陣の注意をそらすための隠蔽工作だった」と認めた。

#### 『Crash at Corona』（1992年）
1992年、スタントン・フリードマンは、ドン・バーリナーとの共著で『Crash at Corona』（未邦訳）を出版した。この本は、新たな「目撃者」を登場させ、墜落した空飛ぶ円盤の数を2機に、宇宙人の数を8体に倍増させるなど、物語をさらに発展させた。また、そのうち2体は生存し、政府によって拘束されたという。フリードマンは、かつて「墜落した円盤に関する記事の送信を（当局から）止められた」と証言していたテレタイプ技師のリディア・スレッピーにインタビューを行った。フリードマンは、スレッピーの送信が妨害されたのは、「それ以前にあった別の墜落事件」を受けて導入されたと彼が考えている、連邦捜査局（FBI）の全国的通信監視システムによるものだと説明した。しかし、FBIが彼女の勤務先からの通信を監視していたという証拠は見つからなかった。また、フリードマンによる「FBIからのメッセージでタイピングが『中断された』」という説明や、ムーアによる「機械が突然停止した」という主張は、スレッピーが1947年に使用していたテレプリンターの機種では技術的に不可能であることが判明した。

#### 『The Truth About the UFO Crash at Roswell』（1994年）
1994年、ランドルとシュミットは、さらに別の著書『The Truth About the UFO Crash at Roswell』を著し、ドワイト・D・アイゼンハワー大統領のもとに宇宙人の死体が貨物機で移送されたと主張した。同書は、サン・アグスティン平原にあるとされたバーネットの墜落現場について、証拠が不足していることに加え、著者らが提示する「ロズウェル事件の全体像」と矛盾するとして、その説を放棄した。代わりに、ジム・ラグズデールとフランク・カウフマンの証言に基づき、ロズウェルから北へ35マイルの地点を実際の墜落現場として挙げた。同書では、カウフマンの名は「スティーブ・マッケンジー」という偽名で伏せられていたが、カウフマン本人は、1995年にイギリスで放送されたドキュメンタリー番組『The Roswell Incident』に実名で登場した。カウフマンは、自身がレーダーでUFOの航路を追跡し、F-117ステルス戦闘機に似た形状の墜落した宇宙船から残骸を回収したと主張した。しかし、カウフマンの証言内容は、当時の基地の人員配置、彼自身の軍歴、当時利用可能だったレーダー技術、および彼が墜落現場とした場所の地形など、複数の点で事実と食い違っていた。一方のジム・ラグズデールは、恋人のトルーディ・トゥルーラブと国道285号線をドライブ中に、「コウモリのような翼を持つ細長い」飛行物体が墜落するのを目撃したと主張した。しかし、後のインタビューで、ラグズデールが主張する墜落現場は、バーネットやカウフマンが主張した場所のいずれからも離れていることが明らかになった。さらに後のインタビューでは、ラグズデールの話はエスカレートし、彼とトゥルーラブが宇宙人の乗り物から11個の黄金のヘルメットを持ち出して砂漠に埋めた、といった奇怪な細部まで含まれるようになった。

## 後年の陰謀論とデマ (1994年–現在)

### 『宇宙人解剖フィルム』（1995年）
モキュメンタリー、特に『宇宙人解剖フィルム』は、ロズウェル事件に関する世論形成において大きな役割を果たした。1995年、英国の起業家であるレイ・サンティリが、1947年のUFO墜落事件後に撮影されたとされる宇宙人の解剖実験映像を、元陸軍航空軍の高齢カメラマンから買い取ったと主張した。この映画は、サンティリが制作した偽の記録映像を中心に構成されており、あたかも米国政府による実際の記録であるかのようにそれを紹介している。フィルム提供者とされるバーネットという名のカメラマンは、1967年に亡くなっており、軍歴はなかった。また、特殊効果（VFX）の専門家であるスタン・ウィンストンは、サンティリのフィルムを明らかな偽物と断定した自身の結論を『宇宙人解剖フィルム』は歪めて伝えていると新聞に語った。サンティリは、2006年のドキュメンタリー番組で、このフィルムは作り物であり、ロンドンの住居の一室に作られたセットで撮影したことを認めた。
この「解剖」映像は、2,000万人以上が視聴した。フォックス放送は、この映画をSFドラマ『X-ファイル』の直前に放送し、両者の関連性をほのめかした。『X-ファイル』は、のちにこの映画をパロディ化した。『宇宙人解剖フィルム』は、政府による隠蔽があったはずだという前提に立って疑問を投げかけるという、のちのモキュメンタリーのひな形となった。この映画の信憑性は完全に否定されているが、アズテック事件などの過去のデマを依然として信じているような熱心なUFO信者の大部分は、この映画をロズウェル事件に宇宙人が関与していたとする説を補強するさらなる証拠と見なしている。

### 『The Day After Roswell』（1997年）
1997年、元陸軍情報将校のフィリップ・J・コルソは、著書『The Day After Roswell』を著した。同書は、たがいに矛盾するさまざまな既存の陰謀論に、彼自身の主張を織り交ぜたものであった。コルソは、ガラス製の棺のような容器に入れられ、液体に浸かった、人間ではないとされる生物の死体を見せられたと主張した。しかし、同書には多くの事実誤認や矛盾点が含まれている。たとえば、1947年の残骸について「テキサス州フォート・ブリスにある第8空軍司令部へ送られた」と記されているが、他のロズウェル関連書籍では、第8空軍司令部は、実際にはそこから500マイル離れたフォートワース陸軍航空基地にあったとされている。
コルソはさらに、回収された墜落物の残骸をリバースエンジニアリング（分析）するプロジェクトを監督したとも主張した。他のUFO研究家たちも、同書には疑問を呈した。シュミットは、UFO研究の信用を失墜させるために行われていると彼が疑っていた「偽情報工作」に、コルソも「一枚噛んでいる」のではないかと公然と疑問を投げかけた。コルソの話は、『X-ファイル』などのSF作品と似ていることからも批判を浴びた。証拠が欠けていたため、同書はコルソが過去に陸軍の外国技術部に所属していた経歴や、米上院議員で退役軍人のストロム・サーモンドが寄せた序文によって権威付けを図っていた。しかしコルソは、サーモンドに対して「別の本に用いる序文」だと偽ってそれを書いてもらっていた。同書の実際の内容を知ったサーモンドは、「冷戦における合衆国の成功が、墜落したUFOから見つかった技術のおかげであるなどと示唆するような本や、あるいはそうした内容を含む本に、私が序文を書いたことはないし、書くつもりもない」と述べ、出版社に対して今後の版から自身の名前と序文を削除するよう要求した。

### その他の俗説
ロズウェル事件は、UFO研究家のウォルター・ボズレー、オカルト作家のニック・レッドファーン、およびジャーナリストのアニー・ジェイコブセンの著作など、さまざまな大衆向け作品の題材であり続けている。2011年に出版されたジェイコブセンの著書『Area 51』では、ナチス・ドイツの医師であるヨーゼフ・メンゲレが、ソ連のヨシフ・スターリンに雇われ、社会にパニックを引き起こす目的で「グロテスクな子供サイズの飛行士」を作らされたという主張が取り上げられた。同書は、米国科学者連盟の科学者たちから、多数の誤りを指摘され批判された。歴史学者のリチャード・ローズも、ワシントン・ポスト紙への寄稿の中で、同書が「旧聞」を扇情的に報じている点や、「誤りだらけ」の記述を批判し、次のように書いている。
主要な情報源とされる人物の主張はどれも、過去60年間にわたり、（UFO説の）信奉者とペテン師、および学者らが生み出してきた、公に入手可能なロズウェル・UFO・エリア51関連のさまざまな書籍や文書のいずれかに見られるものだ。自身の話をマンハッタン計画の元関係者からの情報だとする一方で、その人物の情報源について最低限の調査さえ行っていないようであり、これは彼女が少なくとも極めて騙されやすいか、あるいはジャーナリストとして無能であるかのいずれかであることを物語っている。
2017年、イギリスのガーディアン紙は、死んだ宇宙人が写っていると一部で主張されていたコダクロームのスライド写真について報じた。このスライドは、ハイメ・マウサンが主催し、約7,000人が参加したメキシコのUFO会議で初めて公開されたが、そのわずか数日後に、実際には1896年に発見され、コロラド州メサ・ヴェルデのチャピン・メサ考古学博物館で数十年にわたって展示されていた、ミイラ化したネイティブ・アメリカンの子供のものであることが明らかになった。
2020年、空軍の歴史学者が、近年になって機密が解除された、1951年ごろの出来事について記述した報告書を公開した。それによると、当時、ロズウェル陸軍飛行場の職員2名が、体格に合わない放射線防護服と酸素マスクを着用し、核実験後に気象観測気球を回収する任務についており、ある時、彼らが砂漠で一人でいた女性に遭遇したところ、女性はその異様な姿を見て気絶してしまったという。任務にあたった職員の一人は、「当時の最新装備に見慣れない人からすれば、自分たちの格好は宇宙人のように見えたかもしれない」と語っている。

## アメリカ空軍の見解
1990年代半ば、ニューメキシコ州のスティーブン・シフ下院議員と会計検査院（GAO）からの圧力により、空軍はこの陰謀論に対する公式見解を示した。1994年に公表された最初の報告書では、「気象観測気球」とした当初の説明が、軍事監視プログラム「モーグル計画」の隠蔽工作であったことが認められた。この見解は、翌年に発表された報告書『The Roswell Report: Fact vs. Fiction in the New Mexico Desert（ロズウェル・リポート: ニューメキシコ砂漠での事実と虚構）』でも支持され、問題の残骸は、1947年6月4日に放球され、ロズウェルの残骸回収現場付近で消息を絶ったモーグル計画の気球群に由来することを裏付ける詳細な資料が提示された。UFO研究家の間では、これらの空軍の報告書は受け入れられず、GAOの調査において、中央情報局（CIA）にロズウェル関連文書が存在せず、マジェスティック12とされるグループに関する情報も見つからなかった点が指摘された。当時の世論調査でも、アメリカ国民の大半が空軍の説明に疑問を抱いていた。
一方、報道機関や陰謀論に懐疑的な研究家たちは、この調査結果を肯定的に受け止めた。モーグル計画は、のちに加えられた矛盾する情報を説明できない点を除けば、事件当時の残骸に関する説明に一貫性を持たせた。カール・セーガンやフィリップ・J・クラスは、不可解だと報告された残骸の特徴、たとえば奇妙な記号や軽量の金属箔などが、モーグル計画で使われていた資材と一致することを指摘した。モーグル計画の資材は、テキサス州フォートワースから発信された、1947年のFBIのテレックス文書に記述されている「円盤」とされるものの材質とも一致した。そのテレックスによれば、第8空軍は「件の『円盤』は六角形をしており、直径約20フィート（約6.1メートル）の気球からケーブルで吊り下げられていた」と報告していた。1997年、空軍は第二の報告書『The Roswell Report: Case Closed（ロズウェル・リポート: 事件解決）』を発表した。この報告書は、軍人が宇宙人を「死体袋」に詰めているのを見たという目撃証言が、砂漠の熱から精密機器を保護するために設計された断熱袋に、パラシュート実験用ダミー人形を収容して回収するという空軍の手順と一致することを詳説した。

## 真相
1947年にロズウェル近郊に墜落した物体は、モーグル計画で使用されていた気球であり、宇宙人の乗り物（UFO）ではなかった。この事件をめぐる米国政府の秘密主義は、宇宙人ではなく冷戦時代の軍事計画とその機密性が原因であった。一部の証言は、空軍の報告書でも指摘されたように、虚偽記憶やソース・モニタリング・エラーなどの認知バイアスによって、航空事故やパラシュート実験用ダミー人形の回収に関する記憶が歪められたものである可能性が高い。
このように真相が解明されているにもかかわらず、UFO説の信奉者たちは、ロズウェル近郊に宇宙人の乗り物が墜落したとする主張を続けており、依然として「ロズウェル」を「UFO」の同義語として使っている。元CIA職員のUFO研究家であるカール・T・プフロックは、UFO説の支持者は矛盾点や非合理性を見過ごすことが多く、十分な精査なしに説を支持する情報ばかりを寄せ集めている（確証バイアスに陥っている）と論じている。懐疑論者の作家であるカル・コルフは、この質の低い調査基準について、金銭的な動機によるものとしており、次のように述べている。
遠慮なく言わせてもらおう。ロズウェルのUFO神話は、UFO研究家たち、出版社、ハリウッド、ロズウェルの街、メディア、そしてUFO研究（UFO学）にとって非常に良いビジネスになっているのだ。（中略）科学とその厳格な方法論を用いる研究家の数はあきれるほど少ない。
B・D・ギルデンバーグは、ロズウェル事件を「世界でもっとも有名で、もっとも徹底的に調査され、もっとも完全に否定されたUFO墜落事件」と表現している。

### モーグル計画

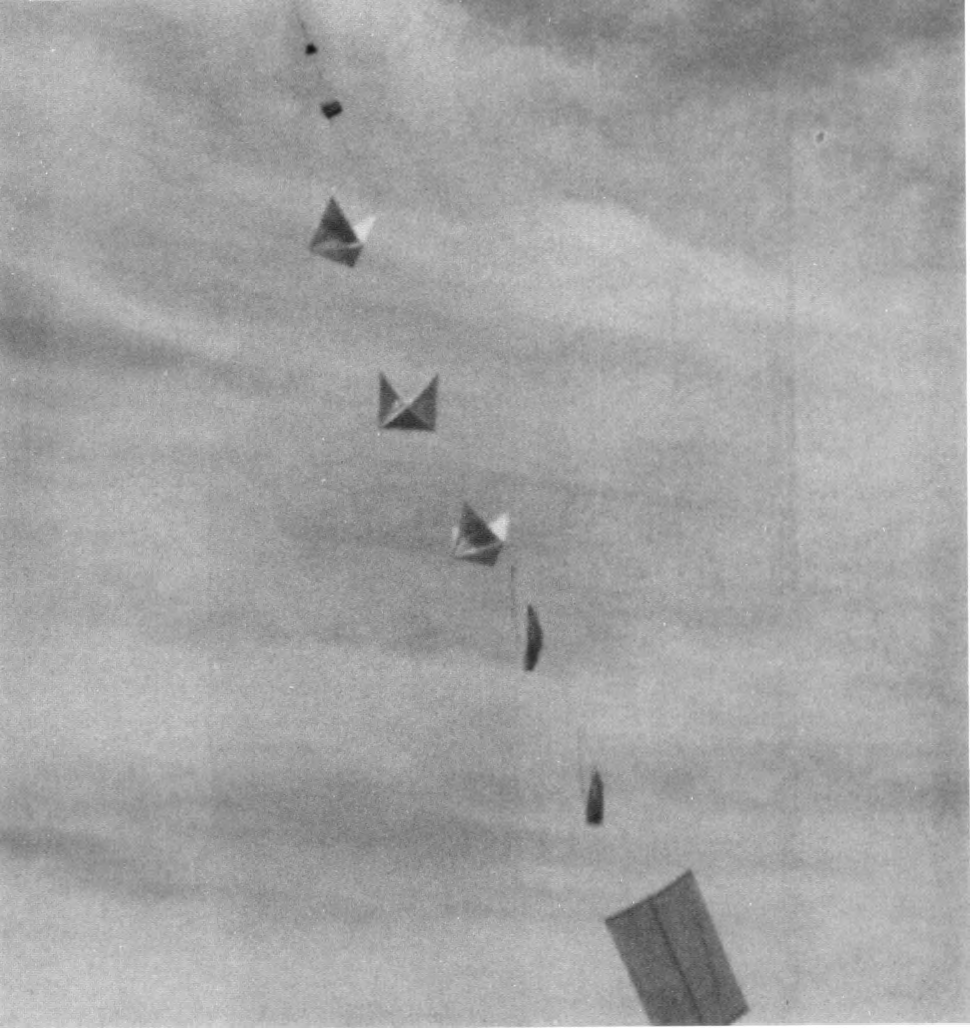
反射板を搭載したモーグル計画の気球群

1994年にアメリカ空軍が発表した報告書は、1947年の事件で墜落した物体が「モーグル計画」の装置であることを明らかにした。この計画は、ニューヨーク大学が進めていた大気研究計画における機密扱いの部分であり、高高度気球を用いて核実験を探知する軍事監視プログラムであった。同計画の一環として、1947年6月4日にアラモゴード陸軍飛行場から第4号機（NYU Flight 4）が放球された。第4号機は、追跡装置が故障した際、ブレイゼルの牧場から17マイル（約27キロメートル）の範囲内でコロナの方向へ漂流していた。ジェシー・マーセル少佐とトーマス・デュボーズ准将は、それぞれ1978年と1991年に、気象観測気球という説明は隠蔽工作であったと公言していた。報告書の中で、リチャード・ウィーバーは、気象観測気球という話は、モーグル計画から「注意をそらす」意図があったか、あるいはモーグル計画の気球が（気象観測用と）同じ資材で作られていたために、気象担当官がそのように認識したかのいずれかの可能性があると述べている。墜落現場へマーセルと同行したシェリダン・W・キャヴィットは、この報告書のために宣誓供述を行い（画像）、「当時も今も、この残骸は墜落した気球のものだと考えています」と述べている。
ロズウェルの残骸が極秘の気球に由来する可能性は、UFO研究家たちも以前より指摘していた。1990年3月、ジョン・キールは、太平洋戦争中に日本軍が放った風船爆弾（ふ号兵器）のものとする説を提唱した。空軍の気象学者は「風船爆弾が2年間も空中に留まっているはずがない」としてキールの説を否定した。1990年、独立系研究家のロバート・G・トッドは、モーグル計画とロズウェル事件を初めて結びつけた。トッドはUFO研究家たちに連絡を取り、1994年の著書『Roswell in Perspective』 の中で、ブレイゼルの牧場の残骸はモーグル計画のものであることにプフロックも同意した。1993年、ニューメキシコ州のスティーブン・シフ下院議員からの照会を受け、会計検査院（GAO）は調査を開始し、空軍長官府に内部調査を指示した。空軍の機密解除担当官のジェームズ・マカンドリュー中尉は、以下のように結論づけている。
ロズウェル陸軍飛行場の民間人や軍人が（中略）高度な機密計画に「偶然出くわして」残骸を回収した際、同基地の誰一人としてモーグル計画に関する情報を「知る必要」がなかった。この事実が、当初の誤認や、その後に広まった「空飛ぶ円盤」を「捕獲」したといううわさと相まって、結果的に多くの人々に今日まで続く未解決の疑問を残すことになった。

### ダミー人形
1947年の事件当初の証言には、宇宙人の死体に関する言及はなかった。初期の主な目撃者にも、死体に言及した者はいなかった。ロズウェル関連書籍の著者たちが行ったインタビューの中で、宇宙人の死体を直接見たとされる人物はわずか4人であった。宇宙人の死体に関する主張は、事件から数十年後に高齢の目撃者によって（時には臨終の告白として）語られたものであり、墜落場所、宇宙人の数、死体の外見といった基本的な詳細において、たがいに食い違っている。
1997年の空軍の報告書では、後年の目撃者が報告したとされる「死体」は、軍人が犠牲となった事故の記憶や、人間によく似たダミー人形の回収作業の記憶に由来するものであると結論づけられた。1950年代のハイダイブ作戦などの軍の計画では、ニューメキシコ砂漠上空の高高度気球からダミー人形を投下する実験が行われていた。空軍は、死体回収に関する証言が多数存在することから、単なるうそ以外の説明が可能であり、宇宙人の死体回収に関する話は、ダミー人形の回収プロセスと多くの点で類似していると結論づけた。ダミー人形は、担架や棺型の木箱、時には死体袋に似た断熱袋を使って運ばれた。「軍用トラック」や「無線機をたくさん積んだジープ風のトラック」という描写は、1950年代に回収作業で使われていたダッジM37と一致する。目撃者たちは、死体とされるものについて、頭髪がなく、「ダミー人形」や「プラスチック人形」のようで、飛行服を着ていたと描写している。これらの特徴は、1950年代に使われていた空軍のダミー人形と一致する。

### 現代の神話・民間伝承としてのロズウェル事件
宇宙人の墜落や政府の隠蔽工作といった話が、次第に手の込んだものとなっていった「ロズウェルの神話」は、社会人類学者や懐疑論者によって分析され、記録されてきた。人類学者のスーザン・ハーディングとキャスリーン・スチュワートは、ロズウェルの物語は、ある言説がいかにして傍流から主流へと移っていくかを示す典型例であり、「陰謀・隠蔽・抑圧」といったテーマへの大衆的な関心が高まった1980年代の時代精神とも合致していたと指摘している。懐疑論者のジョー・ニッケルとジェームズ・マクガハは、ロズウェル事件が一時的に世間の関心から遠ざかったことで、後年のUFO関連の民間伝承を取り込んだ神話が発展する時間的猶予が生まれ、また、事件当初に（円盤説が）否定されたことが、かえってUFO研究家たちがセンセーショナリズムを狙って意図的に証言を歪める余地を与えたと論じている。
チャールズ・ジーグラーは、ロズウェルの物語には伝統的な民間伝承と同様の典型的特徴が見られると論じている。彼は、6つの異なる語りの類型と、語り手を介した伝承プロセスを特定し、その過程で、さまざまな目撃証言から核となる物語が形成され、それがUFOコミュニティの関係者によって形作られ、変更されていったと指摘している。核となる物語を発展させるために新たな「目撃者」が探し求められる一方、主流化した説と一致しない証言は、「門番」役の人々によってその信憑性が否定されたり、排除されたりしたという。
|                                                        | 残骸の内容 | 場所                                                                         | 宇宙人 |
| ------------------------------------------------------ | --- | ---------------------------------------------------------------------------- | --- |
| 記録上の実際のロズウェル事件                           | - 金属片 - ゴム片 - 棒きれ - 丈夫な紙                                                                              | ニューメキシコ州コロナ近郊、マック・ブレイゼルの牧場                         | なし |
| アズテック事件                                         | - 極めて頑丈な金属 - 宇宙人の文字 - 墜落した宇宙船                                                                 | ニューメキシコ州アズテック近郊                                               | 16体の小さな人型の宇宙人の死体（宇宙船の残骸内） |
| 『The Roswell Incident』（1980年）                     | - 極めて頑丈で軽量な金属の薄板 - 宇宙人の文字                                                                      | ニューメキシコ州アラモゴード近郊で落雷に直撃し、サン・アグスティン平原に墜落 | 小さな人型の宇宙人の死体（サン・アグスティン平原近郊） |
| MJ-12陰謀論                                            | - 「短距離偵察機」の破片 - 宇宙人の文字                                                                            | ロズウェル北西部で爆発し、広範囲に残骸が散乱                                 | 4体の腐敗した人型の死体（ロズウェル近郊） |
| 『UFO Crash at Roswell』（1991年）                     | - 極めて頑丈で軽量な金属の薄板 - 宇宙人の文字                                                                      | ブレイゼルの牧場に一度不時着し、そこから南東に2マイル進んだ地点で完全に墜落  | 4体の一部に食べられた形跡のある腐敗した人型の死体（ロズウェル近郊）                                                                                         |
| 『Crash at Corona』（1992年）                          | - 極めて頑丈で軽量な金属の薄板 - 宇宙人の文字                                                                      | ブレイゼルの牧場に着陸し、コロナ近郊で爆発                                   | - 4体の人型の死体（ロズウェル近郊の脱出ポッド内） - 3体の人型の死体（サン・アグスティン平原近郊） - 1体の生存した人型の宇宙人（サン・アグスティン平原近郊） |
| 『Roswell in Perspective』（1994年）                   | - 記号が描かれた破片 - 極めて頑丈で軽量な金属の薄板 - 「コウモリのような翼」が付いた小さな乗り物（ロズウェル北部） | ブレイゼルの牧場に着陸し、ロズウェルから北方に35マイル進んだ地点で崖に衝突   | - 3体の人型の宇宙人（ロズウェル北部） - 1体の生存した人型のパイロット（ロズウェル北部）                                                                     |
| 『The Truth About the UFO Crash at Roswell』（1994年） | - 極めて頑丈で軽量な金属の薄板 - 「コウモリのような翼」が付いた無傷の乗り物                                        | ブレイゼルの牧場に着陸・墜落し、ロズウェル北部の崖で完全に墜落               | - 3体の人型の死体（宇宙船内） - 1体の生存した宇宙人（宇宙船内）                                                                                             |

## 文化的影響

### 観光と商業化

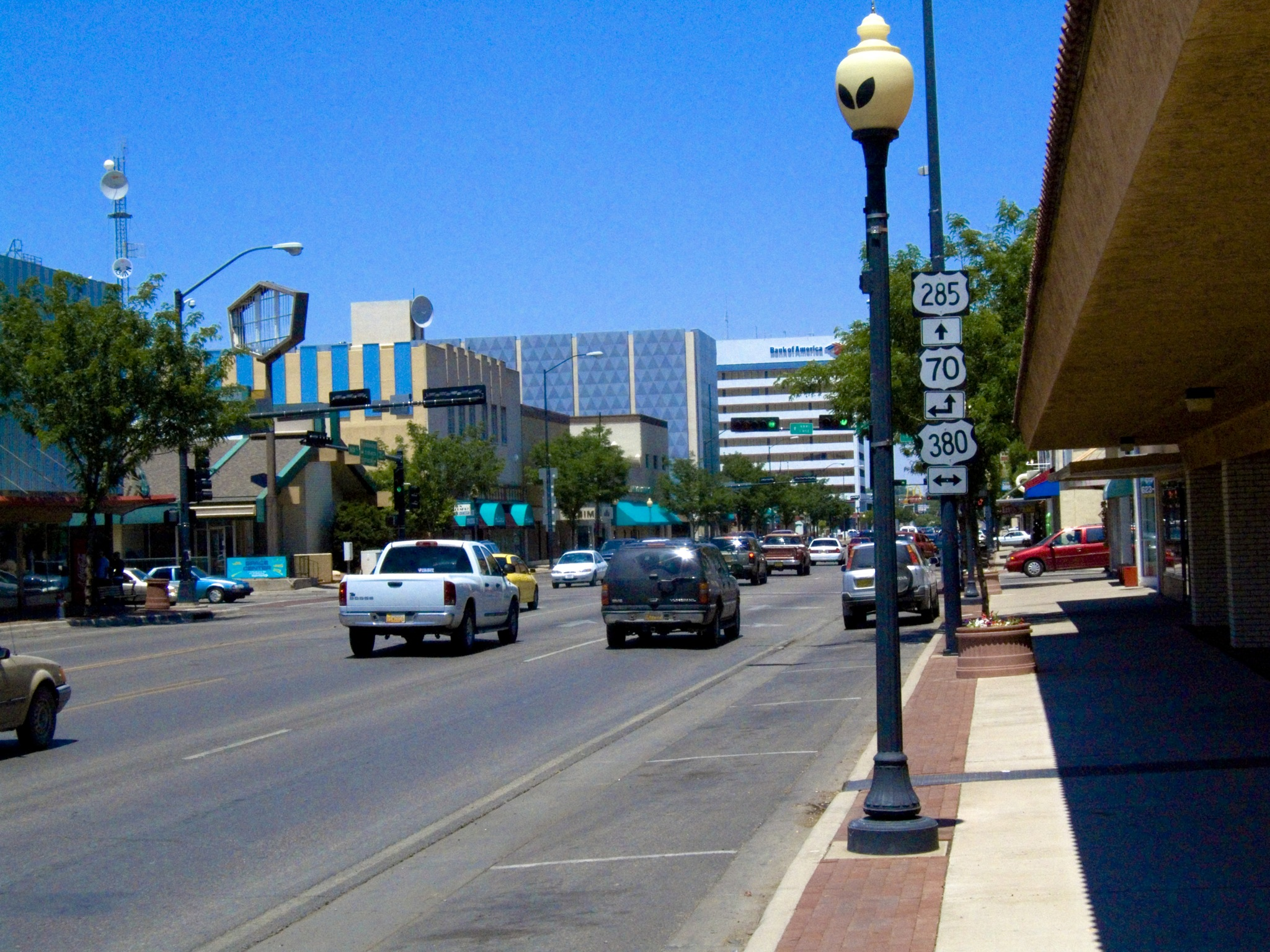
大通りに設置されている宇宙人をモチーフにした街灯

ロズウェルの観光産業は、UFO関連の博物館や商業施設、さらには宇宙人をモチーフとしたシンボルデザインやキッチュな商品などを基盤としている。ロズウェルの市街では、ファストフード店、食料品店、街灯など、ありふれたものの多くがUFOをテーマにしており、多種多様な店舗がUFO関連グッズを販売している。また、1995年からUFOフェスティバルが毎年開催されている。墜落現場とされる場所のいくつかは、有料で観光客に公開されている。国際UFO博物館・研究センターをはじめ、宇宙人関連のフェスティバル、コンベンション、博物館が存在する。毎年、約9万人の観光客がロズウェルを訪れている。

### 大衆娯楽作品
この事件は、ロズウェル事件陰謀論の要点を描いた映画を通じて世界中に広まった。1980年に自主配給された映画『HANGER 18/ハンガー18』では、アメリカ南西部の砂漠に宇宙人の宇宙船が墜落し、残骸と死体が回収されるが、政府によってその存在は隠蔽されるというストーリーが描かれた。監督のジェームズ・L・コンウェイは、この映画を「ロズウェル事件を現代風にドラマ化したもの」と説明している。コンウェイは、1995年に監督した『スタートレック:ディープ・スペース・ナイン』のエピソード『リトル・グリーン・メン』でこの構想を再利用し、登場人物たちが1947年にタイムスリップしてロズウェル事件のきっかけを作り、彼らの宇宙船がハンガー18に保管されるという物語を描いた。1996年の映画『インデペンデンス・デイ』では、宇宙人による侵略をきっかけに、ロズウェルでの墜落事件と隠蔽工作、さらには宇宙人の死体を用いた実験が行われていたことが明らかになる。2008年の映画『インディ・ジョーンズ/クリスタル・スカルの王国』では、主人公がロズウェル事件に由来する宇宙人の死体を追い求める。
1990年代、テレビでロズウェル事件が頻繁に取り上げられたこともあり、初期の空飛ぶ円盤目撃談の中でもっとも有名なものとなった。SFドラマ『X-ファイル』では、ロズウェル事件が繰り返し登場するモチーフとして扱われた。同シリーズの第2話『ディープ・スロート』で、ロズウェルでの宇宙人墜落事件が番組のストーリー体系に組み込まれた。1996年のコミカルなエピソード「ホセ・チョン『宇宙より』」では、当時話題になっていたサンティリのモキュメンタリー『宇宙人解剖フィルム』が風刺された。『X-ファイル』の成功後も、『ダークスカイ』(1996–97年) や『TAKEN』(2002年) など、他のSFドラマシリーズでロズウェル事件は取り上げられた。1998年からは、ポケットブックス社がヤングアダルト小説シリーズ『Roswell High』を刊行した。このシリーズは、1999年から2002年にかけて、WB/UPNネットワークでテレビドラマ『ロズウェル - 星の恋人たち』として映像化され、さらに2019年には『Roswell, New Mexico』というタイトルでリブート版が制作された。
ジャーナリストのトビー・スミスは、マスメディアやポップカルチャーで、UFO・墜落した円盤・地球に来た宇宙人といったテーマが扱われる上での「出発点」としてロズウェル事件を位置づけている。2001年のアニメコメディ『フューチュラマ』のエピソード『Roswell That Ends Well』では、31世紀の主人公たちが過去にタイムスリップし、ロズウェル事件の要因を作る。アニメシリーズ『アメリカン・ダッド』には、ロズウェルに墜落した宇宙人・ロジャーが登場する。2006年のコメディ映画『宇宙人の解剖』は、1990年代のサンティリによる捏造フィルム制作の顛末を描いている。2011年のサイモン・ペッグ主演コメディ『宇宙人ポール』は、ロズウェルを訪れた観光客がグレイ型宇宙人を助ける物語である。

### 米国大統領のコメント
隠蔽工作のうわさが広まったことから、複数のアメリカ合衆国大統領がロズウェル事件について質問を受けることにつながった。2014年のインタビューで、ビル・クリントンは、「ロズウェルの話が持ち上がった時、そりゃもう山のような手紙が来るだろうと思った。だから、ロズウェル関連の文書はすべて調査させたんだ、何もかもね」と語っている。クリントン政権下での調査では、宇宙人との接触や墜落した宇宙船の証拠は見つからなかった。2015年の雑誌『GQ』のインタビューで、最高機密情報に目を通したことがあるかと問われたバラク・オバマは、次のように答えた。「正直に言うと、ちょっとがっかりだよ。みんな、いつもロズウェルや宇宙人、UFOのことを聞いてくるんだけど、実際、最高機密扱いのものっていうのは、皆さんが期待するほど面白いものじゃないんだ。それに、今の時代、皆さんが考えるほど極秘ってわけでもない」。2020年12月には、スティーヴン・コルベアとの対談で、「かつてはUFOやロズウェルが最大の陰謀論だった。でも今じゃ、政府が宇宙人の宇宙船を持ってるかも、なんて話はずいぶんとおとなしく聞こえるね」と冗談めかして語った。2020年6月、ドナルド・トランプは、ロズウェル事件に関する情報をさらに公開する考えはあるかと問われ、「私が知っていることについて君に話すつもりはない。だが、非常に興味深い話ではある」と述べた。